# Cantón de Corps
El cantón de Corps era una división administrativa francesa, que estaba situada en el departamento de Isère y la región de Ródano-Alpes.

## Composición
El cantón estaba formado por trece comunas:
- Ambel
- Beaufin
- Corps
- La Salette-Fallavaux
- La Salle-en-Beaumont
- Les Côtes-de-Corps
- Monestier-d'Ambel
- Pellafol
- Quet-en-Beaumont
- Saint-Laurent-en-Beaumont
- Sainte-Luce
- Saint-Michel-en-Beaumont
- Saint-Pierre-de-Méaroz

## Supresión del cantón de Corps
En aplicación del Decreto n.º 2014-180 de 18 de febrero de 2014, el cantón de Corps fue suprimido el 22 de marzo de 2015 y sus 13 comunas pasaron a formar parte del nuevo cantón de Matheysine-Trièves.